# Боснія і Герцеговина
Бо́снія і Герцегови́на (босн. Bosna i Hercegovina, BiH, БиХ, Сербо-хорватська вимова: [bôsna i xěrtseɡoʋina]) — держава у північно-західній частині Балканського півострова, що межує на півночі і заході з Хорватією, на сході з Сербією, на півдні і сході з Чорногорією; площа 51 197 км²; столиця Сараєво; рельєф: гірська країна, частина Динарських Альп, вапнякові ущелини. Населення становить 3 879 296 осіб (2012 р.), з них 48 % мусульман-боснійців (суніти), 37 % сербів, 14 % хорватів. Переважна більшість населення сповідує іслам.
Голова держави — президент, посада переходить до одного з членів Президії за принципом ротації на строк 8 місяців (Президія має повноваження терміном 4 роки). У Боснії і Герцеговині є двопалатний законодавчий орган і тричленне Президентство, до складу якого входять члени кожної основної етнічної групи. Однак повноваження центрального уряду вкрай обмежені, оскільки країна переважно децентралізована і складається з двох автономних утворень: Федерації Боснії і Герцеговини та Республіки Сербської, з третім підрозділом — округом Брчко, яким керує місцеве самоврядування. Федерація Боснії і Герцеговини складається з 10 кантонів. Виробництво: цитрусові, овочі; залізо, вироби зі шкіри, текстиль. Тут чинні три державні мови.
У 2010 році Боснія і Герцеговина одержала план дій для вступу в НАТО.
15 лютого 2016 року Боснія і Герцеговина подала заявку на вступ до Європейського Союзу.
16 грудня 2022 року Боснія і Герцеговина стала країною-кандидатом на вступ до Європейського Союзу.

## Географія

Топографічна карта Боснії і Герцеговини

Понад 2/3 території Боснії і Герцеговини займають гірські хребти; найважливіші з них — Боснійські Рудні гори (найвища точка гора Враниця 2107 м) та Динарське нагір'я. Гірський масив Маглич (серб. Маглић) і однойменна вершина на кордоні Боснії і Герцеговини і Чорногорії, складова внутрішньої частини Динарського нагір'я. Найвищий пік масиву — Великі Вітао (серб. Велики Витао; 2396 м) знаходиться в Чорногорії, тоді як вершина Маглич (серб. Маглић; 2386 м) — найвища вершина Республіки Сербської (Боснія і Герцеговина). Власне вершина Маглич має два піки, вищий (2388 м) знаходиться в Чорногорії.  Північно-східні частини Дінарського нагір'я досягають Паннонської западини, а на півдні межують з Адріатикою. Дінарське нагір'я простягається в напрямку південний схід-північний захід і підвищуються на південь. Інші великі гори включають Волуяк, Зеленгора, Лелія, Лебршнік, Ор'єн, Козара, Грмеч, Чврсніца, Прень, Вран, Враніца, Вележ, Влашич, Цинкар, Романія, Яхорина, Бєлашніца, Трескавіца і Требевич. Геологічний склад Динарського ланцюга гір у Боснії складається переважно з вапняку (включаючи мезозойський вапняк), з покладами заліза, вугілля, цинку, марганцю, бокситів, свинцю та солі, присутніми в деяких районах, особливо в центральній і північній Боснії.
Назва країни походить від двох нібито регіонів Боснії та Герцеговини, кордон яких так і не був визначений. Історично склалося так, що офіційна назва Боснії ніколи не включала жодного з її багатьох регіонів до австро-угорської окупації.
В західних гірських районах поширений карст. На півночі вузька смуга низовини річки Сави. Клімат помірно континентальний. Головні річки — Дрина, Босна, Врбас (праві притоки Сави), Неретва. На півночі (Боснія) поширені ліси з ялини, сосни; для півдня (Герцеговина) характерні вічнозелені чагарники.
На півдні Динарського нагір'я, в районі міста Неум, Боснія і Герцеговина має невеликий вихід до однієї із заток Адріатичного моря (проте прибережні води належать Хорватії). При тому в м. Неум немає порту, та й сполучення між цим містом та рештою території держави слабке через гірські хребти.

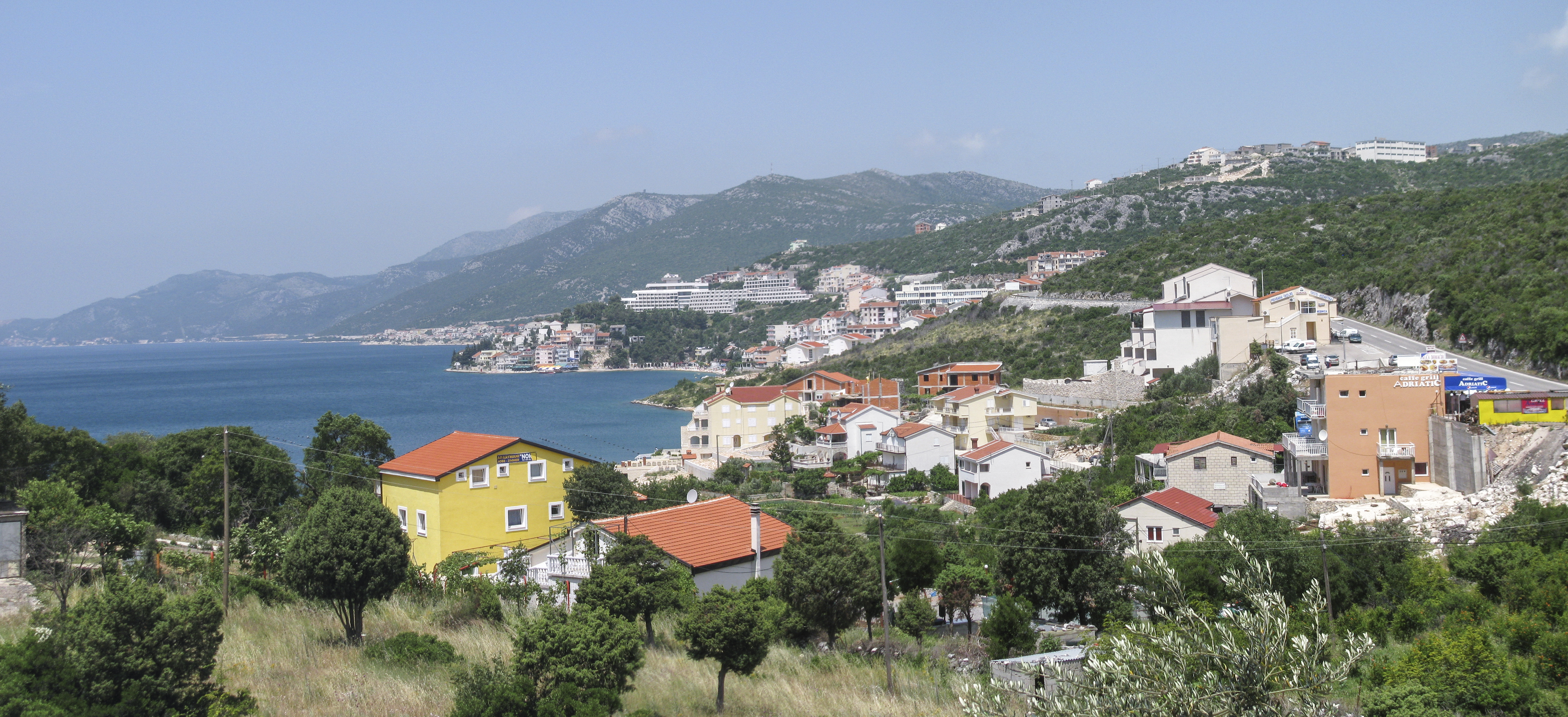
20 км узбережжя Боснії і Герцеговини

## Історія

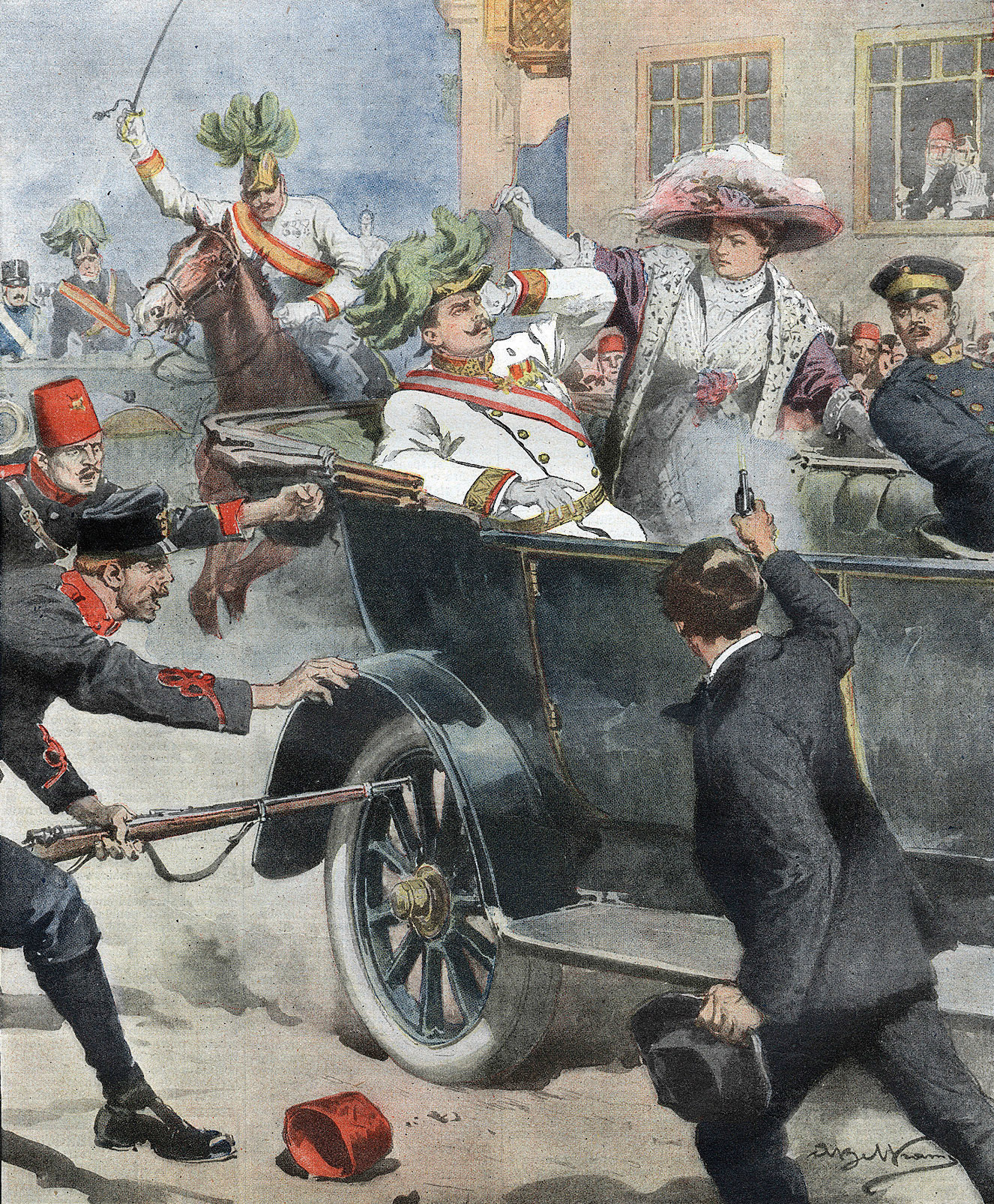
Сараєвське вбивство ерцгерцога Франца Фердинанда стало формальним приводом для початку Першої світової війни.

В перші століття нашої ери територія Боснії і Герцеговини входила до складу Римської імперії (Іллірія). Про заселення Боснії і Герцеговини слов'янами точні відомості є починаючи з VI ст. У XII столітті Боснія потрапляє у васальну залежність від Угорщини. Спроби угорських королів посилити вплив католицької церкви призвели до створення там місцевої патаренської церкви (різновидність богомильства). На початку XIV століття бани (правителі) Боснії розширюють свої володіння за рахунок сусідніх земель, у тому числі приєднують Герцеговину. При бані Тврткові [1353—1391] Боснія добивається повної незалежності.
У 2-й пол. XV століття Боснія і Герцеговина, ослаблені феодальними міжусобицями, були завойовані османами. Більшість феодалів прийняла іслам і зберегла значною мірою свої володіння та привілеї. Також навернулася більшість віруючих патаренської церкви, у той час як православні та католики переважно залишилися вірними християнству. У 50—60-ті роки XIX століття у Боснії і Герцеговині широко розгорнувся національно-визвольний рух. У 1875 р. проти соціального і національного гніту місцевих феодалів і османської влади вибухнуло велике Герцеговинське повстання, підтримане Сербією і Чорногорією, внаслідок чого Османська імперія у 1876 р. опинилася в стані війни з Сербією і Чорногорією, а потім і з Росією (1877—1878). За рішенням Берлінського конгресу 1878 р., який переглянув Сан-Стефанський мирний договір 1878 року, Австро-Угорщина одержала право тимчасово окупувати Боснію і Герцеговину. Ця окупація затягнулася на 30 років і закінчилася анексією Австро-Угорщиною у 1908 р. Габсбурги здійснювали примусове онімечування слов'янських народів, насаджували католицтво. Народи Боснії і Герцеговини відстоювали свою незалежність. У 1918 р. Боснія і Герцеговина увійшли до складу новоствореного Королівства Сербів, Хорватів і Словенців (з 1929 р. — Югославія). Національні права народів Боснії і Герцеговини в югославській державі ігнорувались.
У 1941 р. гітлерівські війська окупували Югославію. Народи Боснії і Герцеговини повстали і вели вперту боротьбу проти нацистських окупантів і маріонеткових режимів. Боснія і Герцеговина стали ареною масової партизанської боротьби. Народно-визвольна армія Югославії в 1945 визволила Боснію і Герцеговину.

### Недавня історія

Процес розпаду СФРЮ

Стала республікою Югославії в 1945, у результаті виборів 1990 комуністи були замінені націоналістами; Сербсько-Хорватський конфлікт поширився на Боснію і Герцеговину, сербська армія зайняла прикордонні райони в 1991. Республіка заявила про суверенітет, але проти виступили серби, що хотіли, щоб республіка залишилася частиною Югославії. Виникли жорстокі конфлікти на національному ґрунті. У квітні 1992 ЄС і США визнали незалежність Боснії, і в травні вона була прийнята в ООН, але громадянська війна тривала. Надалі й тривали бої, серби висунули свою точку зору «етнічної чистоти». У 1993 план ООН мирного врегулювання конфлікту знову був відкинутий. Контингент сил ООН неодноразово піддавався нападам. У 1994 війська НАТО провели серію бомбардувань сербських позицій, щоб зняти блокаду Сараєва.
Конфлікт закінчився підписанням Дейтонських угод 14 грудня 1995, які передбачали збереження єдиної держави, що складається з двох частин: Мусульмано-хорватської федерації та Республіки Сербської.
У 2016 році подала заявку на вступ до ЄС. У березні 2018 року за публікаціями деяких ЗМІ Росія планувала збройний конфлікт. Мета Росії — через конфлікт між сербами і боснійцями не допустити вступ країни до ЄС. Для цього вона озброювала і фінансувала як сербів, так і боснійців. До цього на початку 2017 року Росія планувала здійснити державний переворот у сусідній Чорногорії під час парламентських виборів.

## Політичний устрій

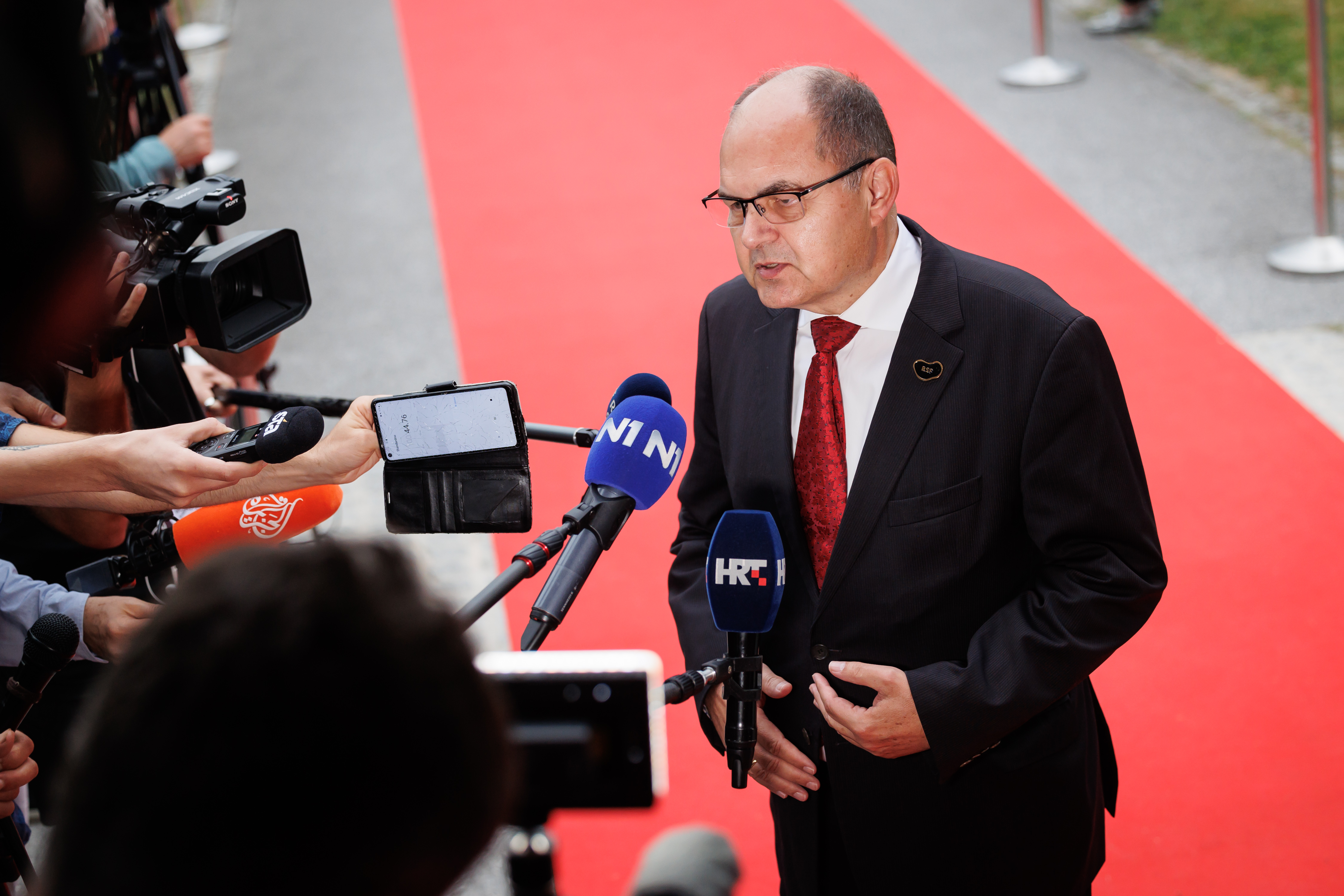
Верховний представник щодо Боснії і Герцеговини Крістіан Шмідт

### Державний устрій
Боснія і Герцеговина за формою правління є парламентською республікою. Державними мовами є боснійська, хорватська і сербська. Республіка Сербська існує на підставі власної Конституції, прийнятої 14 вересня 1992 року. Дейтонські угоди заснували посаду Верховного представника, наділеного вищою владою і одноосібним правом інтерпретації Конституції і законів Боснії і Герцеговини.
До органів влади загальнодержавного рівня належать Президія, Парламентська асамблея та Рада міністрів. Парламентська асамблея — орган законодавчої влади, що складається з двох палат: Палати представників і Палати народів. Колективний глава держави — Президія, що складається з трьох членів державотворчих народів. Термін повноважень президії — 4 роки з правом переобиратися. Голова Президії обирається членами Президії зі свого складу. До повноважень Президії належать питання зовнішньої політики, призначення послів та інших міжнародних представників. Виконавчу владу здійснює Рада міністрів, голова затверджується Палатою представників і призначається Президією.
Представники етнічних меншин не мають права балотуватися ні на посаду президента, ні до парламенту. Така можливість дається лише представникам однієї з трьох основних етнічних груп: босняків, хорватів і сербів. Представники меншин вже виграли кілька процесів в Страсбурзькому суді, що, однак, поки не призвело до зміни дискримінаційного закону.

### Адміністративний поділ

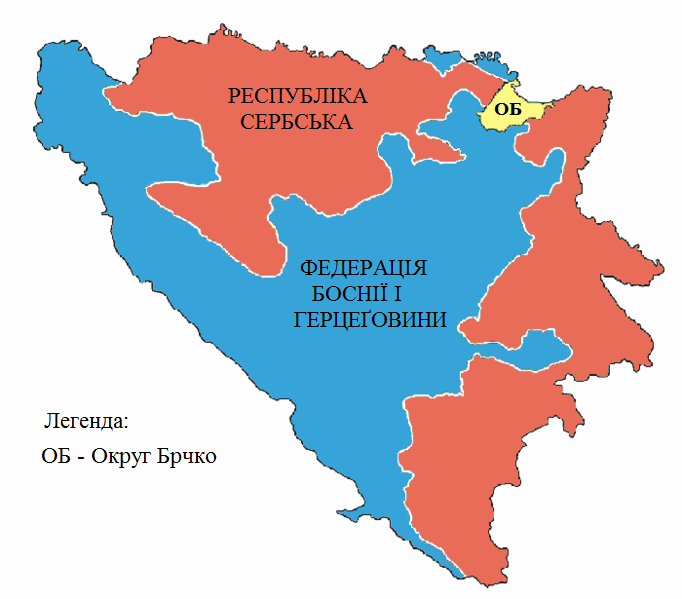
Поділ Боснії і Герцеговини

Боснія і Герцеговина за формою державного устрою є федеративною державою. Згідно з конституцією Боснії і Герцеговини 1995 року, держава складається з двох утворень (ентитетів): Федерації Боснії і Герцеговини та Республіки Сербської. Округ Брчко з 1999 року керується окремо від ентитетів.
Федерація Боснія і Герцеговина розділена на 10 кантонів (босн. kantoni):
- Унсько-Санський
- Посавський
- Тузланський
- Зеніцько-Добойський
- Боснійсько-Подринський
- Середньобоснійський
- Герцеговинсько-Неретванський
- Західногерцеговинський
- Сараєвський
- Герцег-Босанський

Кантони поділяються на 79 громад (хорв. općine).
Республіка Сербська поділяється на 57 громад (серб. општина, општине), 6 міст або міських громад (серб. град, градови), в тому числі місто Істочно-Сараєво, що включає як міський округ 6 (з 57-ма) самостійними громадами. Громади та міста (міські громади) включають 2756 населених пунктів (серб. насељено мјесто, насељене мјеста).

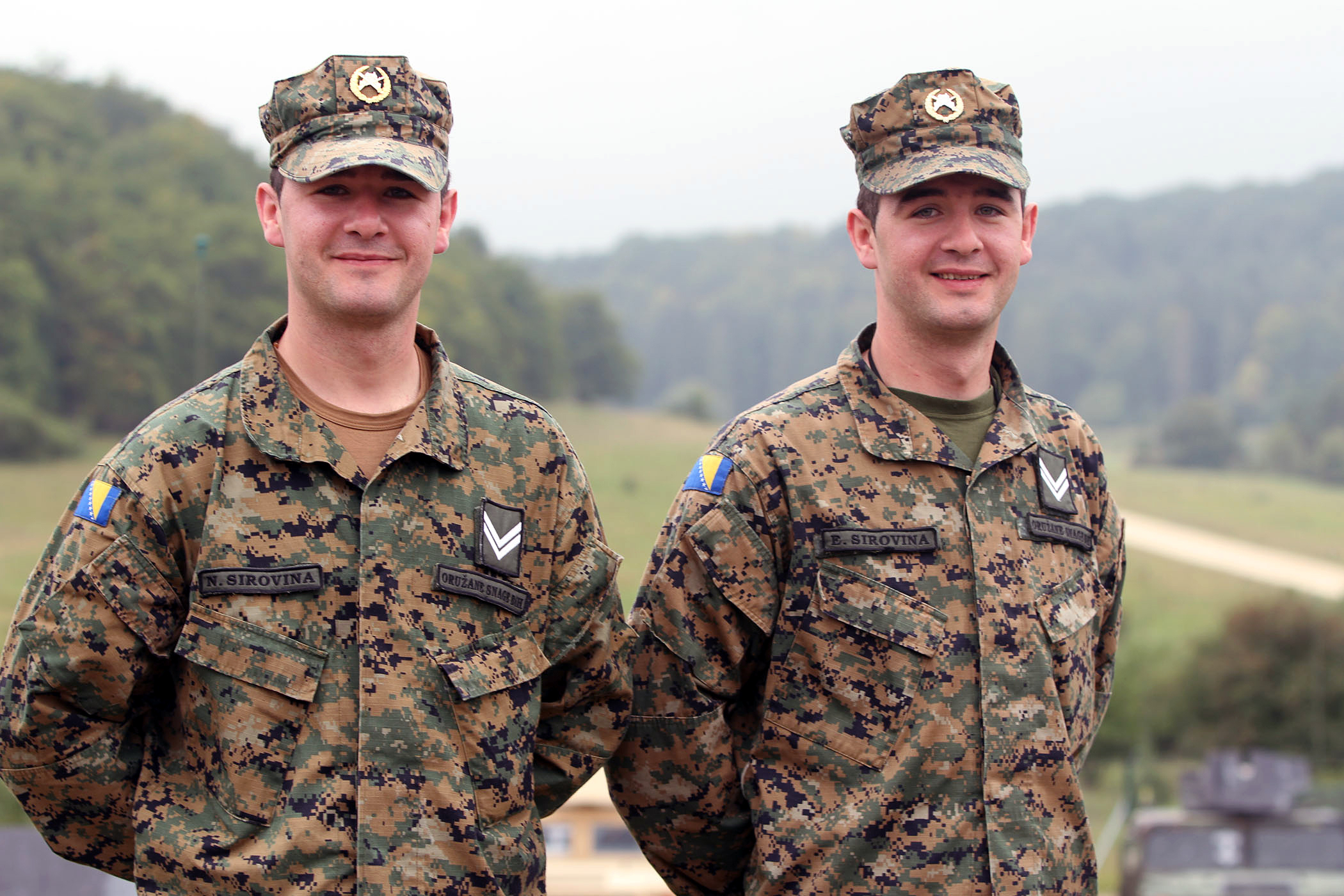
Солдати ЗС Боснії і Герцеговини, 2014.

### Збройні сили
Збройні сили Боснії і Герцеговини призначені для захисту свободи, незалежності і територіальної цілісності держави. Включають в себе сухопутний і військово-повітряний компоненти. Збройні сили були утворені в 2005 році на основі Армії Федерації Боснії і Герцеговини і Армії Республіки Сербської.
Нараховують 16 000 бійців. Армія комплектується за національним принципом з розрахунку: a) боснійці 45,9 %, б) серби 33,6 %, в) хорвати 19,8 %, г) інші 0,7 %.

## Економіка
В сільському господарстві північних районів важливе значення має тваринництво. В долинах річок вирощуються зернові (переважно пшениця, кукурудза, ячмінь, овес) і технічні культури (льон, цукрові буряки), розвинуте садівництво. В південних районах — виноградарство, тютюнництво, подекуди бавовництво.
За період з 1994 по 2014 рік обсяг прямих інвестицій з-за кордону склав 6 млрд євро, з боку Австрії — 1,3 млрд євро, Сербії — 1,1 млрд, Хорватії — 780 млн, Росії — 518 млн, Словенії — 462 млн, Німеччини — 326 млн, Швейцарії — 278 млн, Нідерландів — 235 млн, Великої Британії — 180 млн, Люксембургу — 169 млн. Структура інвестицій за вказаний період: 36 % було вкладено у виробництво, 20 % — в банківський сектор, 14 % — в телекомунікації, 11 % — в торгівлю. Основні зовнішньоторговельні партнери (2013) з експорту: Німеччина, Хорватія, Італія, Сербія та Австрія; з імпорту: Хорватія, Німеччина, Росія, Сербія та Італія. Зовнішня торгівля Боснії і Герцеговини орієнтована на країни Євросоюзу. Розподіл зовнішньої торгівлі Боснії і Герцеговини (на 2014 рік):
- Країни ЄС — 64,0 % (10,7 млрд доларів)
- Росія — 5,5 % (0,9 млрд доларів)
- Китай — 5,5 % (0,9 млрд доларів)
- Туреччина — 3,3 % (0,6 млрд доларів)
- Країни Америки — 3,3 % (0,6 млрд доларів)
- Країни Африки — 0,8 % (0,1 млрд доларів)

За даними МВФ за 2015 рік Боснія і Герцеговина належала до країн, що розвиваються. За даними Forbes на грудень 2015 року країна має перехідну економіку, яка сильно залежить від експорту металів, текстилю, меблів, електроенергії, а також від іноземної допомоги і грошових переказів; сегментований ринок і бюрократія перешкоджають іноземним інвестиціям; державний борг становить 45 % ВВП, безробіття — 43,9 %, інфляція — 0,9 %.

## Туризм

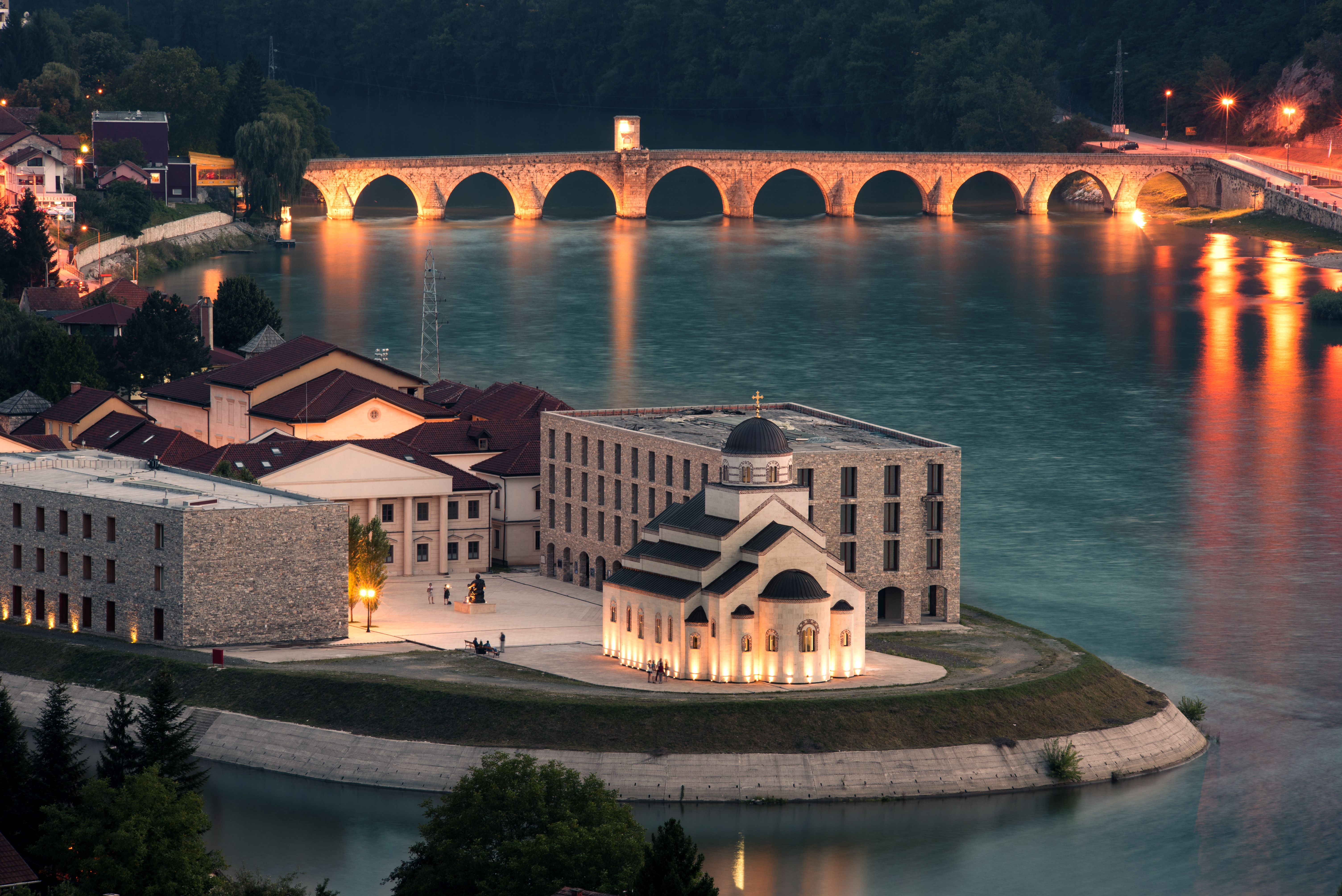
Andrićgrad, дивовижна споруда розташована у місті Вишеград

Згідно з прогнозами Всесвітньої туристичної організації, Боснія і Герцеговина мала третій за темпами зростання туризму в світі між 1995 і 2020 роками.
У 2018 році 1 883 772 туристи відвідали Боснію і Герцеговину, збільшивши попередній показник на 44,1%, і мали 3 843 484 ночівлі в готелях, що на 43,5% більше, ніж у попередньому році. Крім того, 71,2% туристів приїхали з іноземних держав.

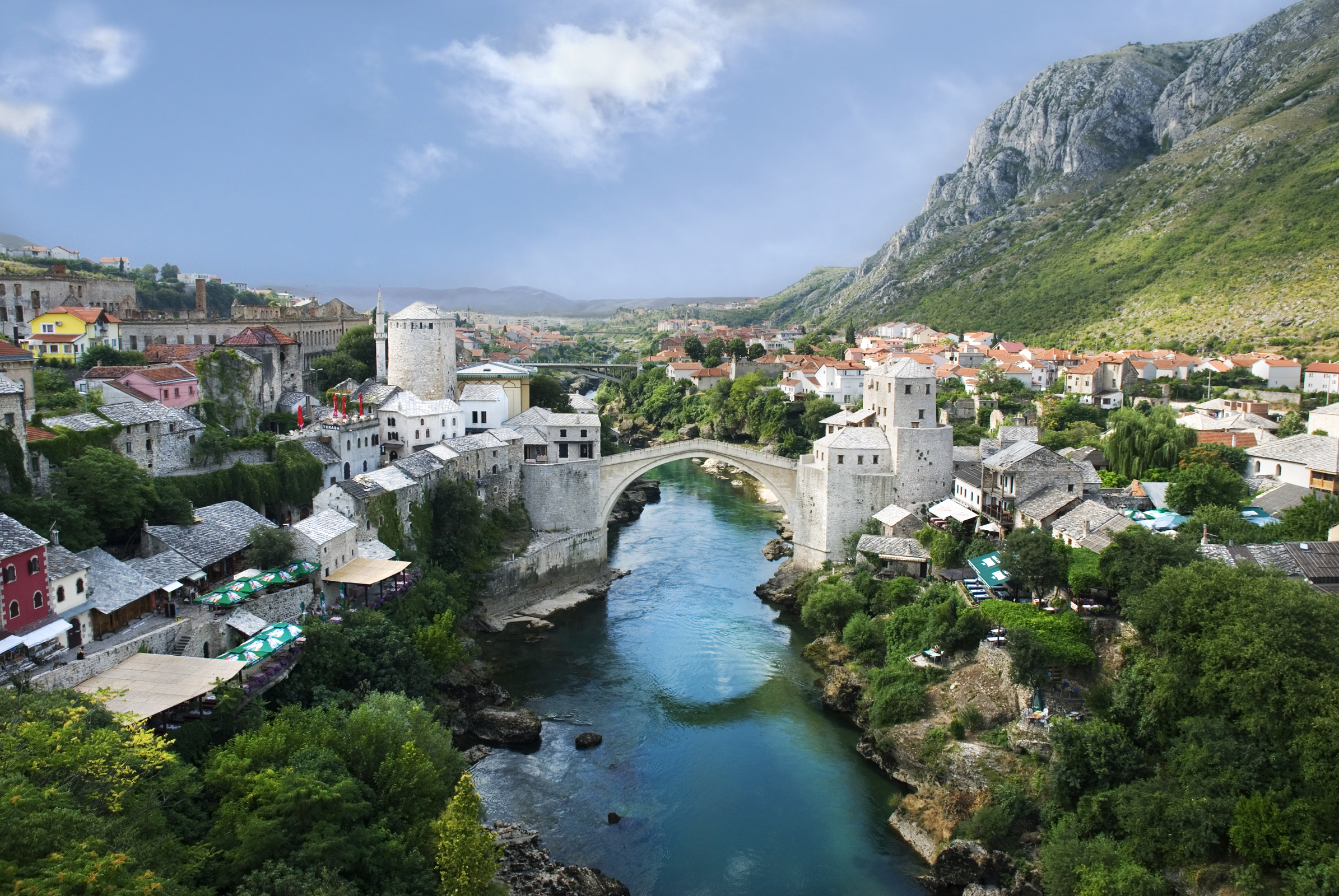
Старий міст в м.Мостар, пам'ятка світової спадщини ЮНЕСКО

У 2006 році, під час рейтингу найкращих міст світу, Lonely Planet поставив Сараєво, національну столицю і місце проведення зимових Олімпійських ігор 1984 року, на 43 місце в списку .  Туризм у Сараєво в основному зосереджений на історичних, релігійних і культурних аспектах. У 2010 році «Кращий у подорожах» Lonely Planet номінував його як одне з десяти найкращих міст, які варто відвідати того року. Сараєво також виграло конкурс туристичного блогу Foxnomad «Найкраще місто для відвідування» у 2012 році, обійшовши понад сотню інших міст у всьому світі .

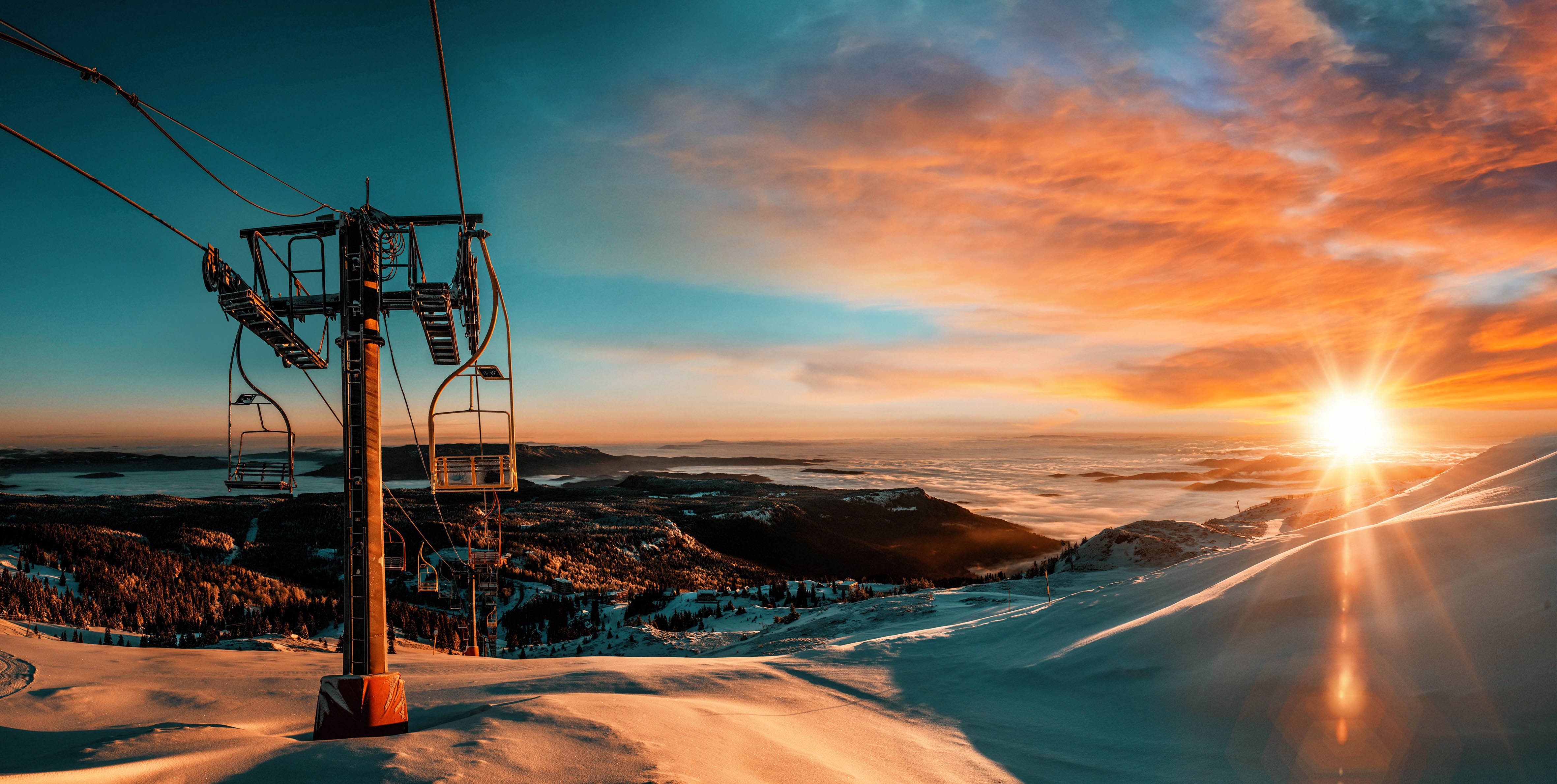
Ягорінський лижний курорт

Меджугор’є стало одним із найпопулярніших місць паломництва католиків з усього світу і перетворилося на третє за значимістю релігійне місце в Європі, яке щороку відвідує понад 1 мільйон людей. Підраховано, що 30 мільйонів паломників прибули до Меджугор’я від початку відомих об’явлень у 1981 році. З 2019 року паломництва до Меджугор’я офіційно дозволені та організовані Ватиканом.
Боснія також стає все більш популярним місцем для катання на лижах та екотуризму. Гори Бєлашніца, Ягоріна та Ігман, які приймали зимові Олімпійські ігри, є найбільш відвідуваними лижними горами в Боснії та Герцеговині. Боснія та Герцеговина залишається одним з останніх невідкритих природних регіонів південної частини Альп, з величезними масивами дикої та незайманої природи, які приваблюють авантюристів та любителів природи. National Geographic назвав Боснію та Герцеговину найкращим місцем для пригод на гірських велосипедах 2012 року. Центральне Боснійське Динарське нагір'я (Динарські Альпи) є улюбленими для туристів і альпіністів, оскільки вони містять як середземноморський, так і альпійський клімат. Рафтинг у Боснії та Герцеговині став свого роду національною розвагою. Основні річки, які використовуються для рафтингу в країні, включають Врбас, Тару, Дріну, Неретву та Уну. Водночас найвідомішими річками є Врбас і Тара, оскільки вони приймали Чемпіонат світу з рафтингу 2009 року. Причина, чому річка Тара надзвичайно популярна для рафтингу, полягає в тому, що вона містить найглибший річковий каньйон у Європі, каньйон річки Тара.
Газета Huffington Post назвала Боснію і Герцеговину «9-ю найбільшою пригодою у світі за 2013 рік», додавши, що країна може похвалитися «найчистішою водою та повітрям у Європі; найбільшими незайманими лісами; і найбільшою кількістю дикої природи. Найкращий спосіб досвід — це подорож трьома річками, яка проходить через найкраще, що можуть запропонувати Балкани».

## Демографія

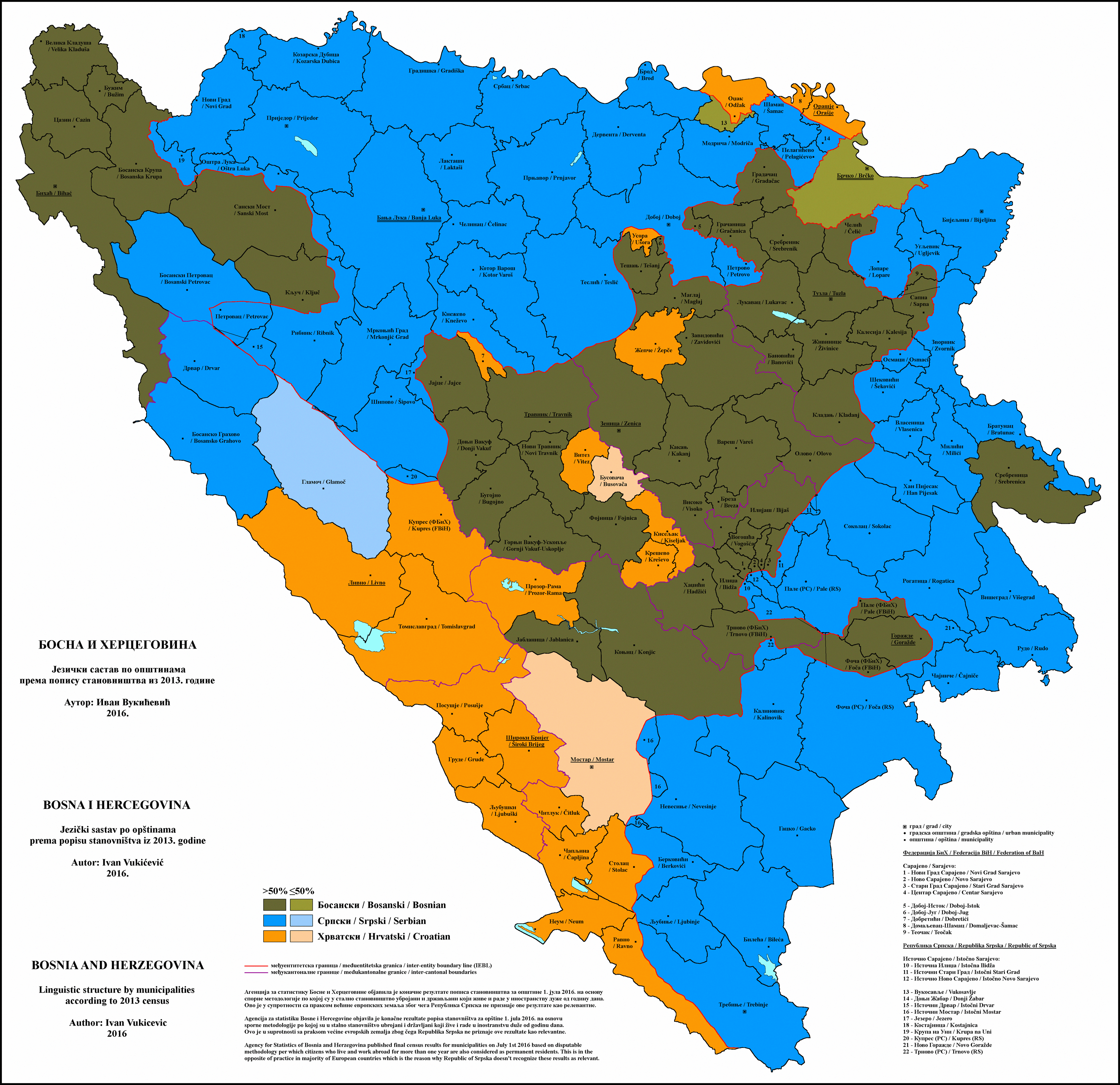
Етнолінгвістична мапа Боснії і Герцеговини, 2013 рік

### Населення
Чисельність населення країни 2015 року становила 3,867 млн осіб (129-те місце у світі). Природний приріст населення в країні 2015 року був негативним і становив -0,13 % (депопуляція) (207-ме місце у світі); 2006 року — 1,35 %. Головні міста держави: Сараєво (столиця) — 318,0 тис. осіб (дані за 2015 рік).

### Релігія
Кількість мусульман становить 2/5 населення країни, більшість із них боснійці; крім того, іслам сповідують албанці та турки, є послідовники ісламу і серед боснійських хорватів і сербів.
Православ'я дотримуються серби (третина населення країни). Католицизм сповідує хорватське населення (1/5 населення).
Лютеранами є дуже невелика частина хорватів.

### Мова
Офіційні мови: боснійська, хорватська і сербська. Боснія і Герцеговина, як член Ради Європи, підписала 7 вересня 2005 року і ратифікувала 21 вересня 2010 року (вступила в дію 1 січня 2010 року) Європейську хартію регіональних мов (вступила в дію 1 жовтня 2001 року). Регіональними мовами визнані: албанська, чорногорська, чеська, словацька, хорватська, словенська, угорська, македонська, італійська, німецька, польська, румунська, русинська, турецька, українська, їдиш і ладино.

### Міста

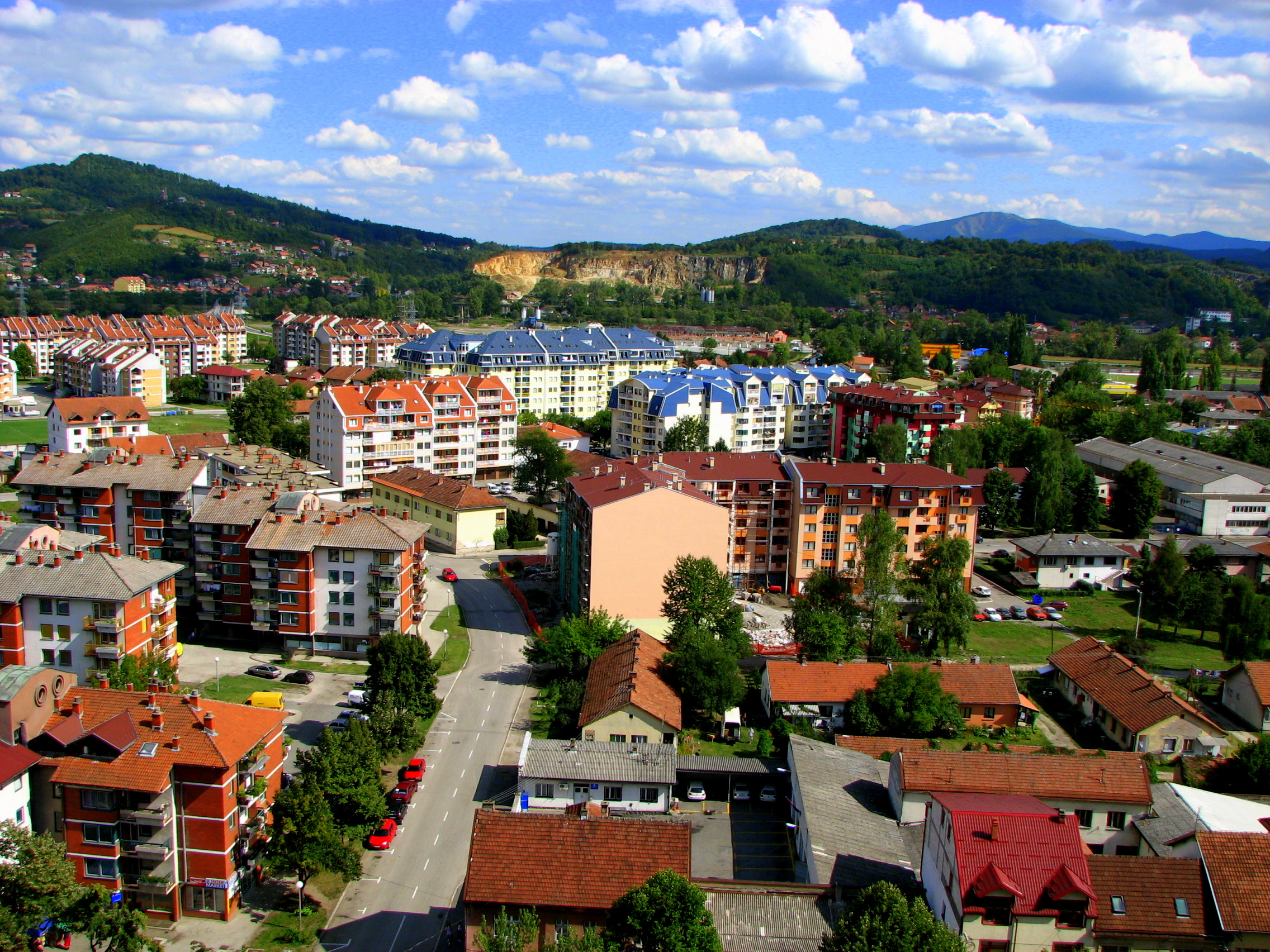
Добой

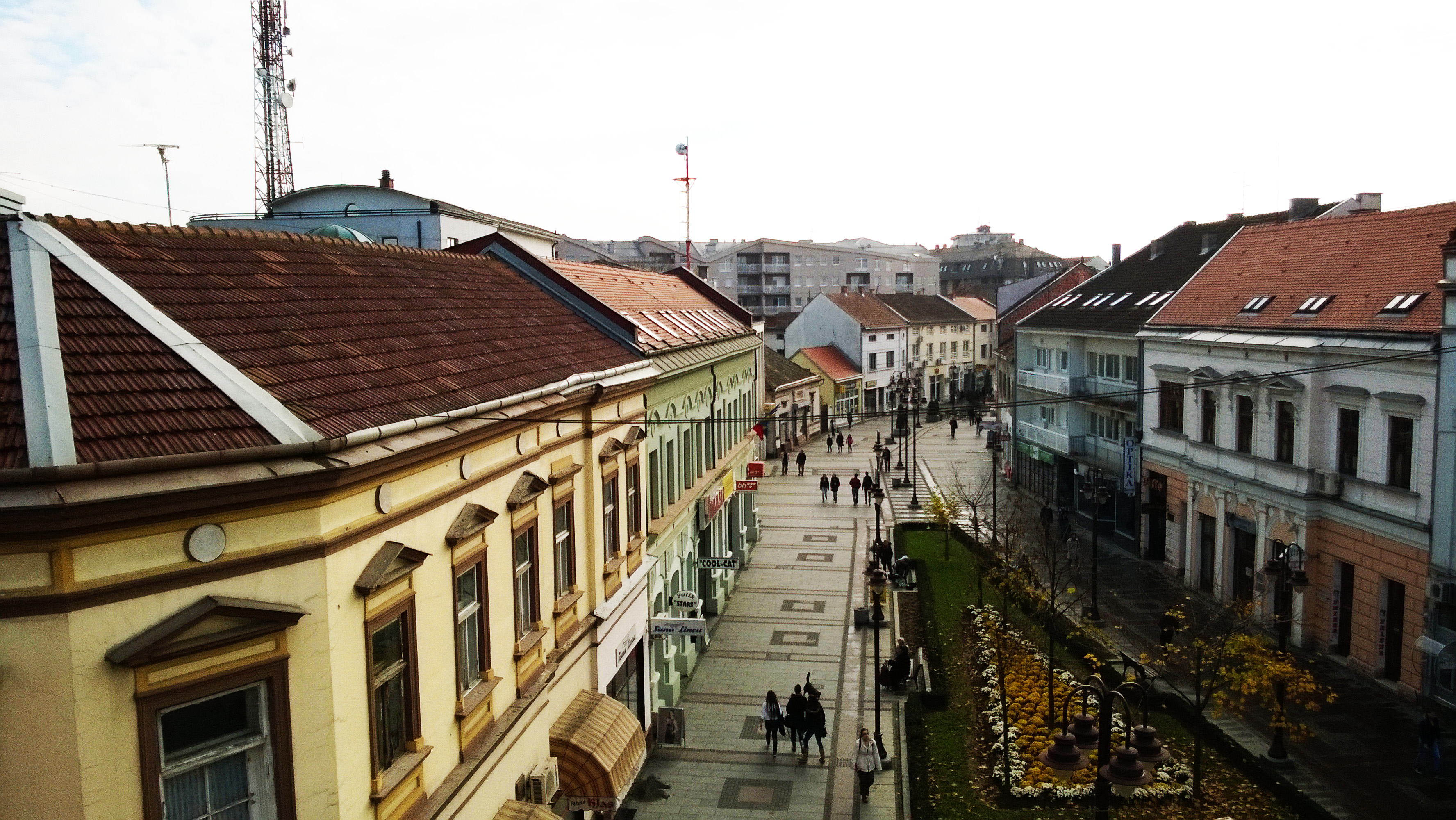
Брчко

| №  | Назва         | Населення (2013) |
| -- | ------------- | ---------------- |
| 1  | Сараєво       | 369534           |
| 2  | Баня-Лука     | 150997           |
| 3  | Тузла         | 80570            |
| 4  | Зениця        | 73751            |
| 5  | Мостар        | 65286            |
| 6  | Бієліна       | 45291            |
| 7  | Брчко         | 43859            |
| 8  | Бихач         | 43007            |
| 9  | Прієдор       | 32342            |
| 10 | Добой         | 26987            |
| 11 | Требинє       | 25589            |
| 12 | Санський Мост | 19745            |
| 13 | Живиниці      | 17495            |
| 14 | Бугойно       | 17202            |
| 15 | Травник       | 16543            |

## Культура

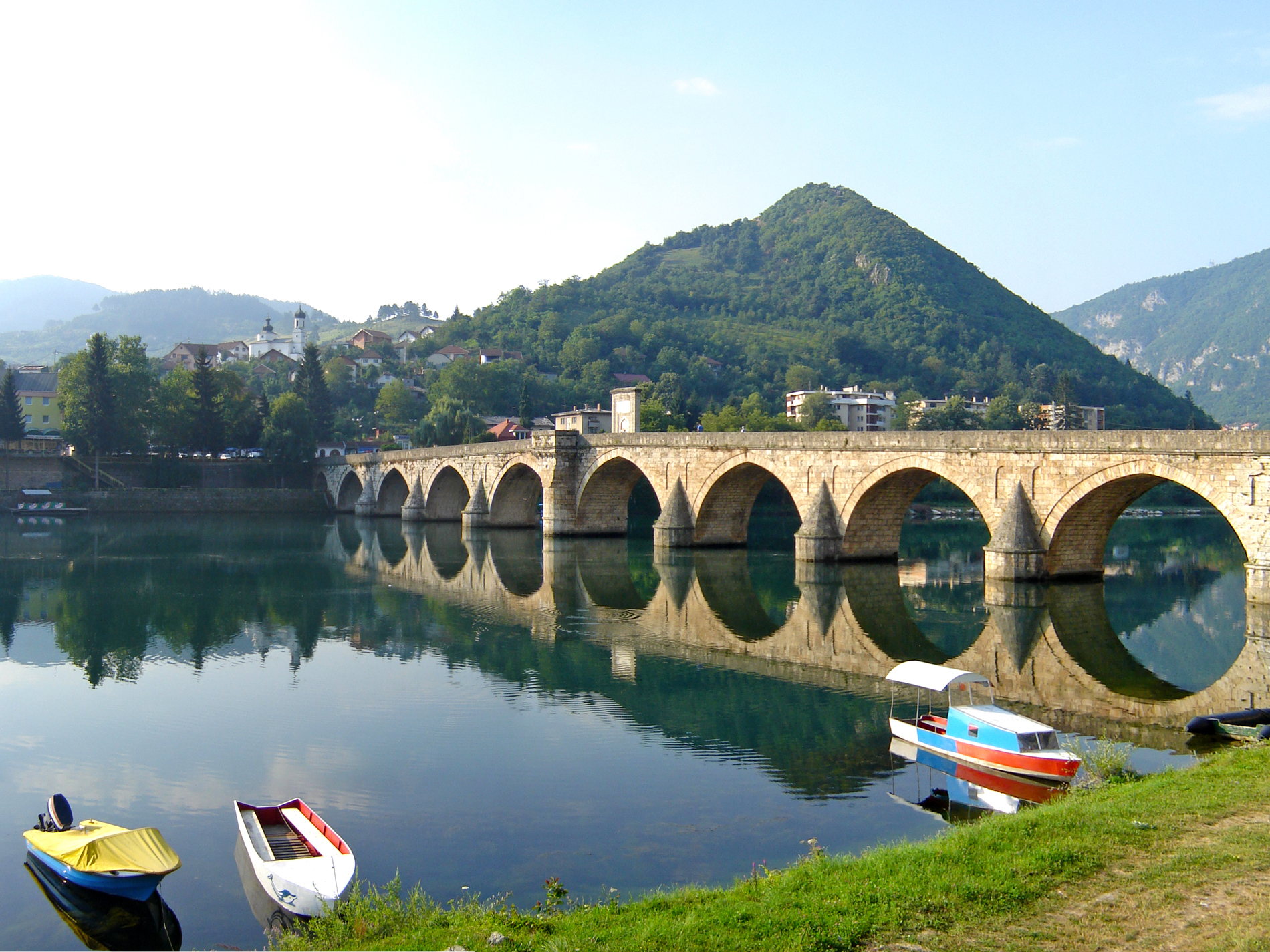
Міст Мехмеда-паші Соколовича

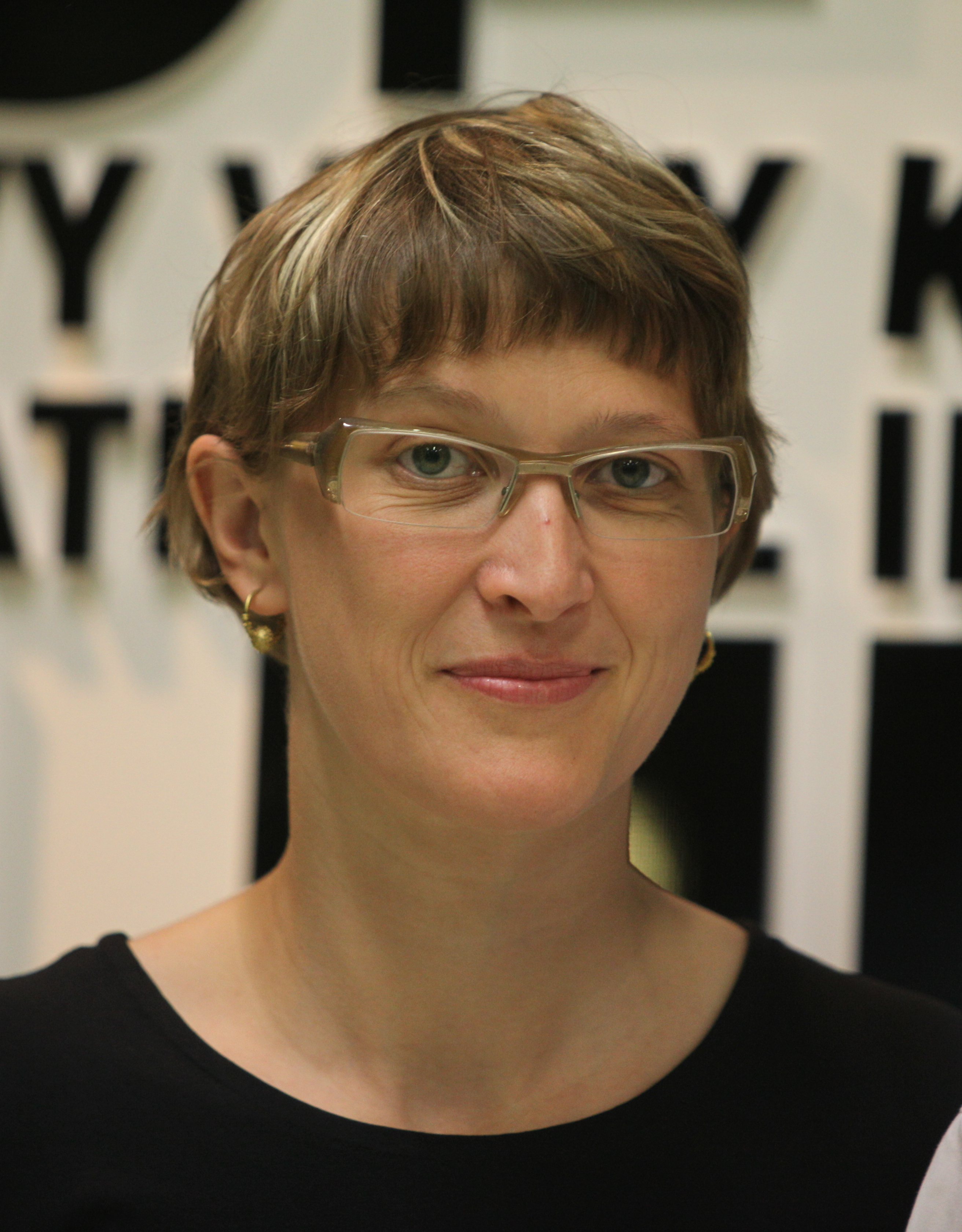
Режисерка і сценарист Ясміла Жбаніч

### Свята
Найголовнішими національними святами є: 1-2 січня — Новий рік; 7 січня – Різдво; 1 березня — День Незалежності; 1 травня — День праці; 9 травня — День Перемоги; 21 листопада — День Національної Державності.

### Медіа
Засоби масової інформації представлені наймасовішими щоденними газетами «Дневни Аваз», «Горизонт» (6 найпопулярніших); 3-ма тижневиками, 9-ма найпоширенішими часописами («Дани», «Слободна Босна» та ін.); 5-ма найпрестижнішими агенціями новин (ВН Ргез8, БІЧНА); 7-ма найбільшими видавництвами («Нови Глас», «Светлост» та ін.); 11-ма наймасовішими теле- та радіостанціями (Радио-Телевизи а Босне и Герцеговине).
Країна займає 65-е місце у звіті «Індекс свободи преси 2016», складеному журналістами «Репортери без кордонів».

### Кінематограф
Боснія має багату кінематографічну спадщину з часів Королівства Югославії. Першою кінозйомкою з Боснією вважається «Подорож по Боснії» 1912 року.
У 2002 р. боснійський фільм режисера Тановича «Нічия земля» одержав премію Оскар Американської академії кіномистецтв як найкраща іноземна кінокартина. Його ж драматичний фільм «Смерть у Сараєві» здобув нагороду «Срібний ведмідь» за найкращий фільм, а кінострічка «Епізод із життя збирача заліза» — Великий приз журі та «Срібний ведмідь» за найкращого актора у 2013. Душан Вукотич отримав премії багатьох міжнародних кінофестивалів. Сербський кінорежисер боснійського походження Емир Кустуриця отримав дві «Золоті пальмові гілки» фестивалю в Каннах. Фільм Ясміли Жбаніч «На шляху» було номіновано на Золотого ведмедя на 60-му Берлінале. Фільм «Ґрбавіца» здобув премію «Золотий ведмідь» 2006.

### Архітектура
У Боснії і Герцеговині збереглися залишки іллірійського укріплення Даорсон; римських поселень; замки і житлові вежі «кули»; базиліки і середньовічні церкви. Кожен історичний період сприяв більшій різноманітності культур та архітектурної мови в цьому регіоні.
Збудований у 1571—1577 роках міст Мехмеда-паші Соколовича занесено до списку Світової спадщини ЮНЕСКО. Саме цей міст — «Міст на Дрині». Район Старого мосту в історичному центрі міста Мостар у цьому списку з 2005 року. Кандидатами на звання надбання усього людства є Сараєво та Ветрениця, поселення Почитель та могили «стечки», а також архітектурні ансамблі Столаць, Блидинє, Благай і Яйце.

## Спорт

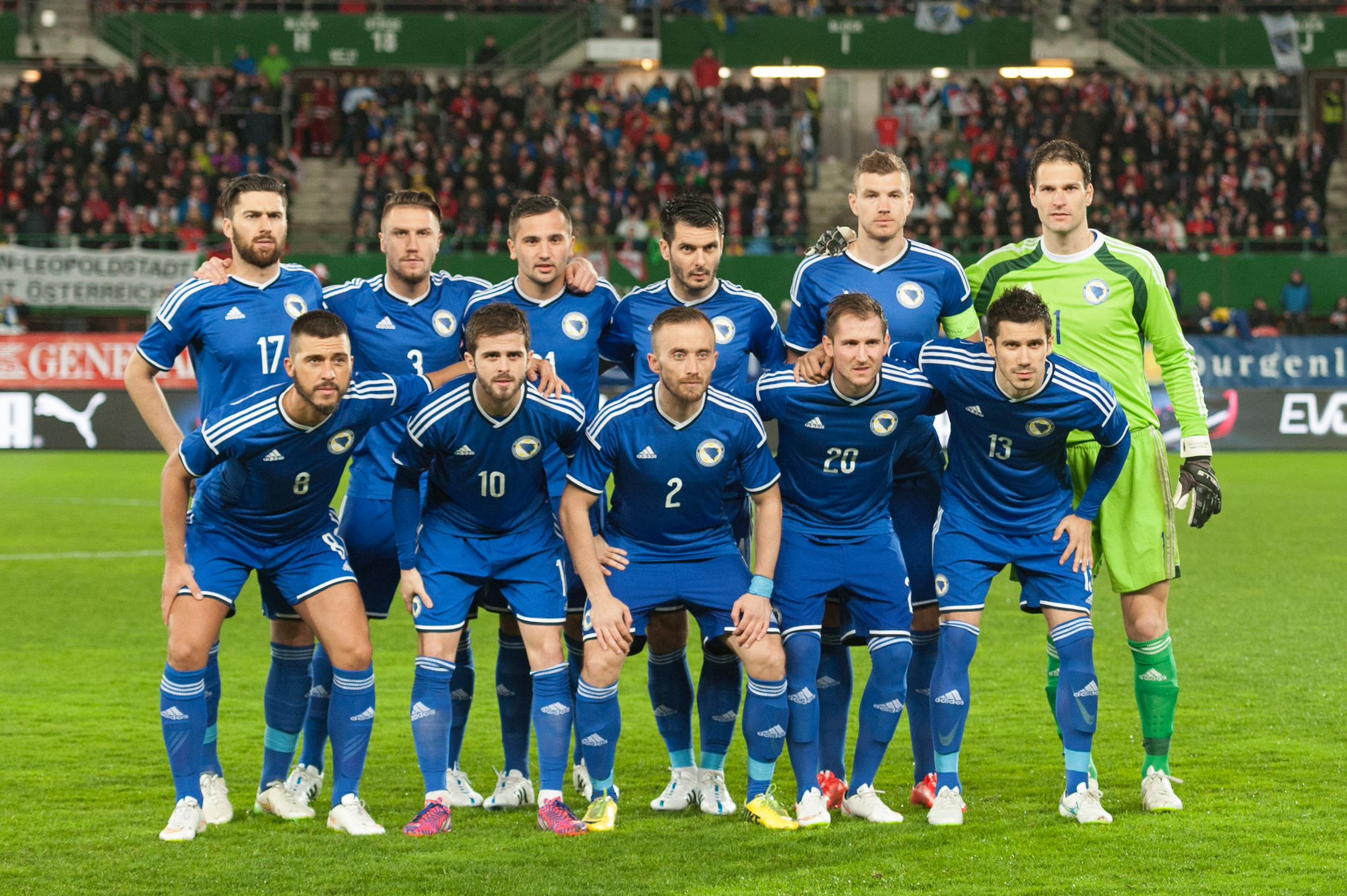
Збірна Боснії і Герцеговини з футболу

У 1984 році в Сараєво та його околицях проводилися зимові Олімпійські ігри. 1992 року був заснований Олімпійський комітет Боснії і Герцеговини для участі країни в Олімпійських іграх. Спортсмени цієї країни ніколи не завойовували Олімпійських медалей. Раніше боснійські спортсмени представляли Югославію (1920—1992 роки).
У Федерації БіГ в 2010 році діяло 37 спортивних об'єднань і 1221 клуб, в Республіці Сербській — 35 і 603 відповідно, в окрузі Брчко — 3 і 75 відповідно.
Серед футбольний клубів країни: «Железнічар» в Сараєві, «Борац», «Зрінськи» в Мостарі і інші. Футбол — найпопулярніший вид спорту в Боснії і Герцеговині. Його поява датується 1903 р., але популярність значно зросла після Першої світової війни. Вища футбольна ліга — Чемпіонат Боснії і Герцеговини з футболу. Збірна Боснії і Герцеговини з футболу бере участь в іграх чемпіонатів Європи та світу. Найвідоміші гравці: Едін Джеко, Асмір Бегович, Емір Спахич, Міралем П'янич, Мухамед Бешич, Ведад Ібішевич. Збірна Югославії з футболу: Сафет Сушич, Златко Вуйович, Мехмед Баждаревич, Фарук Хаджибегич, Вахід Халілходжич, Душан Баєвич, Івиця Осим, Томислав Кнез та ін.
Участь в міжнародних змаганнях з інших видів спорту беруть збірні країни з баскетболу — чоловіча і жіноча, збірні з волейболу — чоловіча і жіноча, збірна з регбі, збірна з хокею з шайбою, збірна з шахів та інші.
Боснійська команда шахістів була чемпіоном Югославії сім разів.

## Освіта
Освіта загальнодоступна та безкоштовна для всіх дітей від 7 до 15 років (8-річна школа).
Середньоосвітні школи існують багатьох типів, серед яких найпопулярніші професійно-технічні та ремісничі. Існують 4-х-річні гімназії, які готують учнів до університету. Чотири університети діють у Сараєво, Баня-Лука, Мостарі та Тузлі, в яких навчається 40 тис. студентів.